# خرده‌فرهنگ جوانان

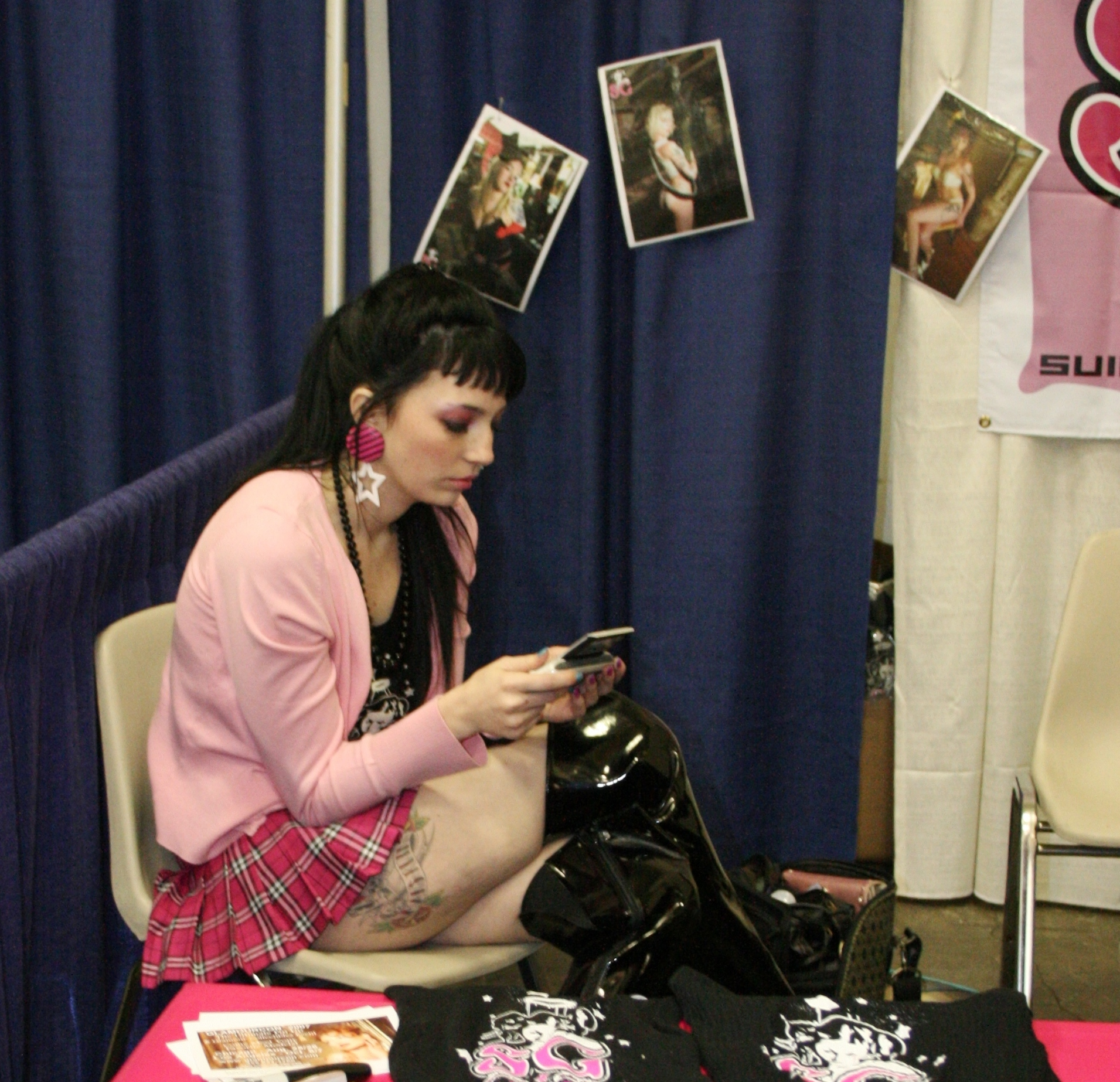
نمونه ای از همباشگر در خرده‌فرهنگ ایمو (لس آنجلس، ۲۰۰۷)

خرده‌فرهنگ جوانان یک خرده‌فرهنگ مبتنی بر جوانان با سبک‌ها، رفتارها و علایق متمایز است. خرده‌فرهنگ‌های جوانان به همباشگران هویتی خارج از خصوصیات نهاد اجتماعی مانند خانواده، استخدام، خانمان و مدرسه ارائه می‌دهند. خرده فرهنگ‌های جوانان که خصومت سیستماتیک با فرهنگ غالب نشان می‌دهند، گاه به عنوان پادفرهنگ توصیف می‌شوند.
سبک‌های موسیقی با بسیاری از خرده‌فرهنگ جوانان، مانند، خرده‌فرهنگ پانک، ایمو، خرده‌فرهنگ هوی متال و خرده‌فرهنگ گوت ارتباط دارد. مطالعه خرده‌فرهنگ‌ها اغلب شامل بررسی نمادگرایی متصل به لباس، موسیقی، سایر محبتهای قابل مشاهده توسط اعضای خرده‌فرهنگ و همچنین روشهای تفسیر همین نمادها توسط اعضای فرهنگ غالب است.
طبقه اقتصادی اجتماعی، جنسیت، هوش، انطباق، اخلاق و قومیت می‌تواند در رابطه با خرده فرهنگ‌های جوانان مهم باشد. خرده‌فرهنگ‌های جوانان را می‌توان به عنوان سیستم‌های مفهوم، شیوه‌های بیان یا سبک زندگی که توسط گروه‌هایی در موقعیت‌های سلسله‌مراتب ساختاری در پاسخ به سیستم‌های مسلط توسعه یافته‌اند، تعریف کرد - و این نشان دهنده تلاش آنها برای حل تناقضات ساختاری است که از بستر جامعه گسترده‌تر می‌شود.